# Maria Antònia Mulet Vich
Maria Antònia Mulet Vich (Algaida, 1965) va ser batlessa d'Algaida des de 2015 i fins a l'any 2023.
És infermera d'Atenció Primària de professió i presidenta del Fons Mallorquí de Solidaritat i Cooperació, forma part de la Comissió Executiva de la Federació Socialista de Mallorca PSIB-PSOE i és membre del Consell Executiu de la Federació d'Entitats Locals de les Illes Balears.
Ha impulsat projectes com l'ampliació de la biblioteca, els pressupostos participatius, la celebració de l'Any Llull (en commemoració del setè centenari de la mort de Ramon Llull), l'adhesió d'Algaida a l'Associació Internacional de Ciutats Educadores, i la rehabilitació de l'antiga peixateria per a convertir-la en un espai d'art, entre d'altres.